# Lord & Taylor
Lord & Taylor, colloquialmente conosciuta come L&T o LT,  è stata la più antica catena di grandi magazzini di lusso degli Stati Uniti, fondata nel 1826 con sede a Manhattan, New York, e rimasta in attività sino al 2021. Il flagship store del Lord & Taylor Building sulla Fifth Avenue a New York City ha operato dal 1914 al 2019.
La catena è diventata una filiale di Le Tote, una società di noleggio di abbigliamento online, nel 2019. È andata in liquidazione nel 2020 e i negozi di Lord & Taylor sono stati chiusi.  Saadia Group ha acquistato le sue attività e ha rilanciato il marchio nel 2021 come negozio online.

## Storia

### Sotto la Hudson's Bay Company

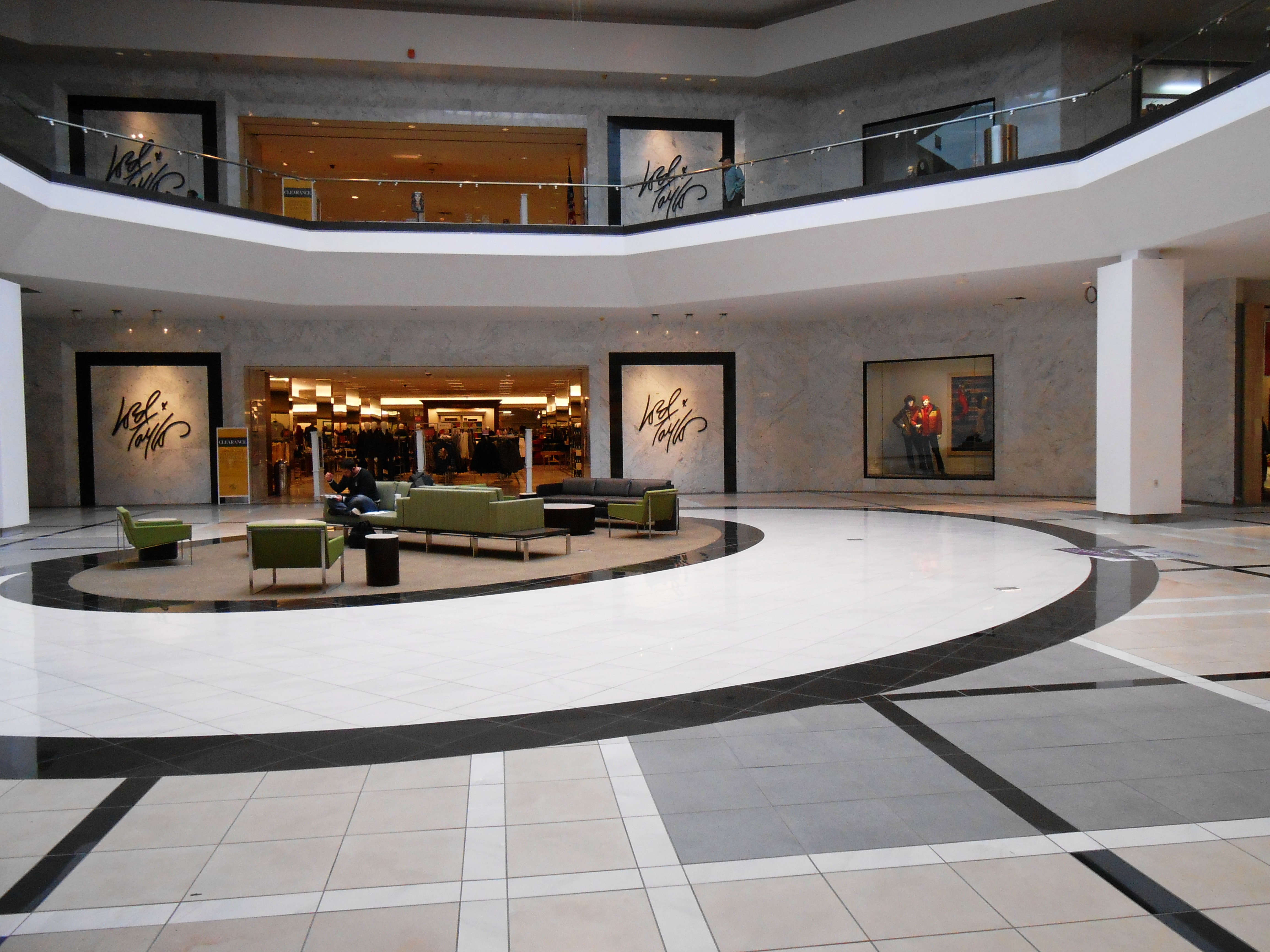
L'ingresso del centro Lord & Taylor in Quaker Bridge Mall, a Lawrence Township, nel New Jersey (2013)

Il 16 luglio 2008, NRDC Equity Partners ha acquisito la Hudson's Bay Company (HBC), un gruppo d'affari canadese fondato nel lontano 1670, con l'intenzione di espandersi a livello internazionale e ha posizionato Lord & Taylor sotto HBC. Così come ha fatto in seguito con altre società. Nel febbraio 2018 HBC risultava così composto da Hudson's Bay e Home Outfitters in Canada, Galeria Kaufhof in Germania, Lord & Taylor e Saks Fifth Avenue negli Stati Uniti.
HBC si è impegnata a spendere altri 250 milioni di dollari per aggiornare i negozi. Altri 150 milioni di dollari sono stati investiti nel 2010 nel flagship store della Fifth Avenue.  Nel marzo 2017, Lord & Taylor ha collaborato con Brideside per lanciare un negozio di abiti da sposa. Un mese più tardi, nell'aprile 2017, Lord & Taylor ha completato un piano di ristrutturazione da 12 milioni di dollari nel negozio della Fifth Avenue  ma nell'ottobre 2017 l'edificio è stato ceduto a WeWork per 850 milioni di dollari. Nel febbraio 2019 la vendita è stata completata: 725 milioni di dollari in contanti e il resto in azioni, formando così una joint venture in cui Lord & Taylor aveva una partecipazione di minoranza.
Il 1º aprile 2018, la Hudson Bay Company ha notificato un furto di carte di credito e debito dei clienti a causa di un incidente di hacking. Un gruppo di hacker, noto come JokerStash o Fin7, stava tentando di vendere le informazioni di cinque milioni di credenziali di clienti (in particolare di Lord & Taylor) rubate su siti web durante l'ultima settimana di marzo 2018. The Hudson Bay Company ha fatto comunque presente che i clienti non sarebbero stati considerati responsabili per eventuali addebiti sostenuti a causa della violazione dei siti, offrendo servizi gratuiti di monitoraggio per la protezione dell'identità.
Nel maggio 2018, Walmart ha iniziato a portare i prodotti Lord & Taylor sul proprio sito web.  Poche settimane dopo, HBC ha annunciato che avrebbe chiuso fino a dieci negozi Lord & Taylor, inclusa la sede della 5th Avenue, a causa del calo delle vendite.  Il flagship store di New York ha chiuso il 2 gennaio 2019.
Gli osservatori del settore hanno collegato le chiusure e la vendita del flagship store all'intensa concorrenza dei rivenditori online e all'elevato debito di HBC. Ulteriori chiusure sono avvenute in seguito a Oakbrook Center, Monmouth Mall, Gaithersburg e Sterling Heights.

### Cessione a Le Tote
Nel maggio 2019 HBC ha annunciato che stava cercando alternative strategiche per il business Lord & Taylor. Tre mesi più tardi, nell'agosto 2019, l'azienda ha trovato un acquirente per la catena in Le Tote, Inc. Il prezzo: 75 milioni di dollari in contanti alla chiusura e ulteriori 25 milioni di dollari nei due anni successivi. HBC avrebbe ottenuto una partecipazione del 25% in Le Tote. In base all'accordo l'acquirente si occupava dell'inventario dei negozi mentre HBC pagava l'affitto dei negozi per almeno tre anni. L'acquisizione è stata completata nel novembre 2019.

### In fallimento
Durante l'autunno del 2019, sono state annunciate la chiusura di negozi a Nyack, NY, Woodbridge, NJ, Moorestown, NJ, Dulles, VA, e McLean, VA; un punto vendita FIND @ Lord & Taylor è stato chiuso a Paramus, NJ. Tutti i negozi Lord & Taylor rimanenti sarebbero stati tenuti aperti. In realtà le cose non sono andate così. Tra maggio e luglio 2020 c'è stato un alternarsi di voci sulla chiusura o meno dei negozi.  Il 2 agosto 2020 diversi negozi Lord & Taylor hanno avviato una vendita di liquidazione. Più tardi, nella stessa giornata, Lord & Taylor ha presentato, insieme alla società madre Le Tote, istanza di protezione contro il fallimento ricorrendo al Chapter 11 e citando come causa la pandemia di COVID-19. Alcuni dei negozi chiusi sono stati saccheggiati durante le proteste avvenute in seguito alla morte di George Floyd.